# حذف مثل
حذف المِثل أو اختزال صورة الكلمة عند أهل الصرف هو تخفيف الكلمة التي اجتمع فيها مثلان بحذف أحدهما. والمثلان إما متماثلان أو متجإنسان أو متقاربان؛ والتقاء المثلين إذا كان الأول ساكنا والثاني متحركا فهو التقاء مثلين صغير، وإن كانا كلاهما متحركا فالتقاء كبير، وإن كانا متحركا فساكنا فمطلق.

## أمثلة

### عربية
- من الآية الرابعة من سورة القدر: ﴿تنزل الملائكة والروح﴾، وأصلها تتنزل. ومن الرابعة عشر من سورة الليل: ﴿نارا تلظى﴾، والأصل تتلظى بتاءين.
- عن أبي هريرة، قال رسول الله: «لا تحاسدوا، ولا تناجشوا، ولا تباغضوا، ولا تدابروا»، والأصل وزنها تتفاعلوا بتاءين.
- «وما بتاءين ابتدي قد يقتصر فيه على تا كتبين العبر»،[3] المقصود أن ما ابتدئ بتاءين قد يقتصر فيه على تاء واحدة كقولك تبين العرب أي تتبين العبر.